# Адисон (Мичиген)
Адисон (енгл. Addison) град је у америчкој савезној држави Мичиген.

## Демографија
По попису из 2010. године број становника је 605, што је 22 (-3,5%) становника мање него 2000. године.
|                   | 2010.        | 2000.        |
| Укупно            | 605 (100,0%) | 627 (100,0%) |
| Белци             | 583 (96,36%) | 605 (96,49%) |
| Остали            | 13 (2,149%)  | 3 (0,478%)   |
| Хиспаноамериканци | 6 (0,992%)   | 13 (2,073%)  |
| Афроамериканци    | 3 (0,496%)   | 0 (0,000%)   |
| Азијати           | 0 (0,000%)   | 6 (0,957%)   |